# Рагинис, Владислав
Владисла́в Рагинис (пол. Władysław Raginis; 27 июня 1908, Двинск, Витебская губерния — 10 сентября 1939, Гура-Стренкова, Подляское воеводство) — польский военный деятель, капитан (посмертно майор) — пограничник, герой битвы под Визной во время Польской кампании Второй мировой войны.

## Биография
Родился в Двинске (ныне Даугавпилс, Латвия) в богатой семье. В 1927 году окончил гимназию, затем получал военное образование в Коморово и Острув-Мазовецке. С 1930 года служил в 76-м пехотном полку в Гродно и был преподавателем в местной кадетской школе. С 1939 года командир батальона в КОП. На момент начала Второй мировой войны имел звание капитана. В битве под Визной командовал 8—10 сентября 1939 года отдельной оперативной группой из 720 солдат, защищавших переправы через Нарев и Бебжа против 42 000 солдат 19-го немецкого танкового корпуса под командованием Гейнца Гудериана. Исчерпав все возможности сопротивления, покончил с собой, подорвав себя гранатой. Из 720 его солдат погибло 650.

## Память
- В современной Польше битва под Визной нередко именуется «польскими Фермопилами», а Рагинис почитается как национальный герой[3].
- Битва под Визной была прославлена песней «40:1» шведской рок-группы Sabaton, а имя Рагиниса перед каждым исполнением на концертах упоминает Йоаким Броден, вокалист группы (примеры — выступление на рок-фестивале Woodstock в Польше).